# Elseya georgesi
Elseya georgesi är en sköldpaddsart som beskrevs av John Cann 1997. Arten ingår i släktet Elseya och familjen ormhalssköldpaddor. IUCN kategoriserar arten globalt som otillräckligt studerad. Inga underarter finns listade i Catalogue of Life.

## Utbredning
Elseya georgesi lever enbart i floden Bellinger och dess biflod Kalang i nordöstra New South Wales i Australien.